# Dance the Night Away
„Dance the Night Away” – koreański singel południowokoreańskiej grupy Twice, wydany cyfrowo 9 lipca 2018 roku w Korei Południowej.
Singel promował płytę Summer Nights. Sprzedał się w Korei Południowej w nakładzie 1 573 178 kopii (stan na grudzień 2018). Utwór wygrał trzy razy z rzędu w programach muzycznych Show! Music Core oraz Inkigayo zdobywając „Triple Crown”.
Japońska wersja tego utworu pojawiła się na japońskiej kompilacji #TWICE2, autorką słów jest Eri Osanai.

## Lista utworów
| Utwór | Utwór                  | Utwór               | Utwór | Utwór                                           | Utwór   |
| Nr    | Tytuł utworu           | Tekst               | Kompozycja | Aranżacja                                       | Długość |
| ----- | ---------------------- | ------------------- | --- | ----------------------------------------------- | ------- |
| 1.    | „Dance the Night Away” | Wheesung (Realslow) | Anne Judith Stokke Wik, Jonatan Gusmark & Ludvig Evers a.k.a. Moonshine, Moa Anna Carlebecker Forsell a.k.a. Cazzi Opeia, Oh Seung-eun, Andreas Baertels | Jonatan Gusmark & Ludvig Evers a.k.a. Moonshine | 3:02    |

## Notowania
| Lista                              | Najwyższa pozycja |
| ---------------------------------- | ----------------- |
| Gaon Weekly Digital Chart          | 1                 |
| Gaon Weekly Download Chart         | 1                 |
| Japan Hot 100                      | 5                 |
| Kpop Hot 100                       | 1                 |
| Billboard World Digital Song Sales | 2                 |

## Nagrody i certyfikaty
| Rok  | Ceremonia                   | Kategoria              | Wynik   | Źródło |
| ---- | --------------------------- | ---------------------- | ------- | ------ |
| 2019 | 8th Gaon Chart Music Awards | Piosenka roku – lipiec | Wygrana | [ 9 ]  |

### Streaming
| Region                  | Certyfikat | Sprzedaż    |
| ----------------------- | ---------- | ----------- |
| Korea Południowa (Gaon) | Platinum   | 100 000 000 |

### Nagrody w programach muzycznych
| Program                   | Data             | Źródło |
| ------------------------- | ---------------- | ------ |
| Show Champion (MBC Music) | 18 lipca 2018    | [ 11 ] |
| M Countdown (Mnet)        | 19 lipca 2018    | [ 12 ] |
| Music Bank (KBS2)         | 20 lipca 2018    | [ 13 ] |
| Music Bank (KBS2)         | 3 sierpnia 2018  | [ 14 ] |
| Show! Music Core (MBC)    | 21 lipca 2018    | [ 15 ] |
| Show! Music Core (MBC)    | 4 sierpnia 2018  | [ 16 ] |
| Show! Music Core (MBC)    | 11 sierpnia 2018 | [ 17 ] |
| Inkigayo (SBS)            | 22 lipca 2018    | [ 18 ] |
| Inkigayo (SBS)            | 29 lipca 2018    | [ 19 ] |
| Inkigayo (SBS)            | 5 sierpnia 2018  | [ 20 ] |